# George Everest
Sir George Everest, valižanski geograf, geodet in raziskovalec, * 4. julij 1790, Crickhowell, Wales, † 1. december 1866, London, Združeno kraljestvo.
Everest je med najzaslužnejšimi med Veliko trigonometrično meritvijo Indije, natančneje okoli 2400 kilometrov ob poldnevniški osi od juga Indije vse do Nepala. Kot vodilni geometer je pri meritvi, s katero je začel William Lambton leta 1806, sodeloval med letoma 1830 in 1843. 
Leta 1865 je po koncu meritev njegovega naslednika, Andrewa Waugha, bil v njegovo čast poimenovan Mount Everest.

## Življenjepis
Everest se je rodil v dvorcu Gwernvale Manor zahodno od valižanskega mesta Crickhowell in bil krščen v Greenwichu.
Po pridružitvi Kraljevemu topništvu je leta 1818 kot poročnik postal pomočnik polkovnika Williama Lambtona, ki je leta 1806 začel izvajati Veliko trigonometrično meritev Indijskega subkontinenta. Po Lambtonovi smrti leta 1823 je postal prvi nadzornik meritve, sedem let kasneje pa uradno prevzel naziv Generalnega geometra Indije.  
S položaja se je umaknil leta 1843 in se zatem vrnil v Združeno kraljestvo, kjer je postal član Kraljeve družbe. Leta 1861 je prejel svoj viteški naziv, leto kasneje pa postal podpredsednik Kraljeve geografske družbe. 
Umrl je v Londonu leta 1866, pokopan pa je pri cerkvi sv. Andreja v mestu Hove blizu Brightona. Njegova nečakinja, Mary Everest, je kasneje postala žena slavnega matematika Georgea Boolea.

## Priporočeno branje
- John Keay. 2000. Veliki lok. London: Harper Collins. ISBN 0-00-257062-9.
- J.R. Smith. 1999. Everest – Mož in gora. Caithness: Whittles Publishing. ISBN 1-870325-72-9.